# Хобоксар-Монгольський автономний повіт
46°47′29″ пн. ш. 85°43′40″ сх. д. / 46.7914° пн. ш. 85.7279° сх. д.
Хобоксар-Монгольський автономний повіт (кит. 和布克赛尔蒙古自治县, пін. Hébùkèsài'ĕr Mĕnggŭ Zìzhìxiàn, трансліт. Hoboksar) — один із повітів КНР у складі префектури Тачен, СУАР. Адміністративний центр — містечко Хобоксар.

## Географія
Хобоксар-Монгольський автономний повіт лежить у пустелі Дзосотин-Елісун (західна Гобі) на південний схід від гірського пасма Саур.

### Клімат
Повіт знаходиться у зоні, котра характеризується кліматом тропічних пустель. Найтепліший місяць — липень із середньою температурою 19,5 °C. Найхолодніший місяць — січень, із середньою температурою -12,2 °С.
| Клімат повіту Хобоксар-Монгол | Клімат повіту Хобоксар-Монгол | Клімат повіту Хобоксар-Монгол | Клімат повіту Хобоксар-Монгол | Клімат повіту Хобоксар-Монгол | Клімат повіту Хобоксар-Монгол | Клімат повіту Хобоксар-Монгол | Клімат повіту Хобоксар-Монгол | Клімат повіту Хобоксар-Монгол | Клімат повіту Хобоксар-Монгол | Клімат повіту Хобоксар-Монгол | Клімат повіту Хобоксар-Монгол | Клімат повіту Хобоксар-Монгол | Клімат повіту Хобоксар-Монгол |
| Показник                      | Січ.                          | Лют.                          | Бер.                          | Квіт.                         | Трав.                         | Черв.                         | Лип.                          | Серп.                         | Вер.                          | Жовт.                         | Лист.                         | Груд.                         | Рік                           |
| Середній максимум, °C         | −6,1                          | −3,5                          | 2,9                           | 12,4                          | 19,2                          | 24,2                          | 25,8                          | 24,4                          | 18,8                          | 10,4                          | 1,1                           | −4,8                          | 10,4                          |
| Середня температура, °C       | −12,2                         | −9,7                          | −3,1                          | 5,8                           | 12,7                          | 17,8                          | 19,5                          | 17,9                          | 12,1                          | 4,1                           | −4,5                          | −10,5                         | 4,2                           |
| Середній мінімум, °C          | −16,3                         | −14,3                         | −8,1                          | 0,1                           | 6,6                           | 11,7                          | 13,9                          | 12                            | 6,4                           | −0,8                          | −8,5                          | −14,4                         | −1                            |
| Норма опадів, мм              | 3.7                           | 2.6                           | 6.4                           | 7.7                           | 15.1                          | 22                            | 38.5                          | 25.2                          | 10.4                          | 5.8                           | 5.6                           | 4.8                           | 147.8                         |
| Вологість повітря, %          | 65                            | 62                            | 57                            | 46                            | 43                            | 44                            | 49                            | 47                            | 47                            | 55                            | 64                            | 67                            | 53.8                          |
| ----------------------------- | ----------------------------- | ----------------------------- | ----------------------------- | ----------------------------- | ----------------------------- | ----------------------------- | ----------------------------- | ----------------------------- | ----------------------------- | ----------------------------- | ----------------------------- | ----------------------------- | ----------------------------- |
| Джерело: data.cma.cn          |                               |                               |                               |                               |                               |                               |                               |                               |                               |                               |                               |                               |                               |